# Champions Trophy mannen 1988
 De tiende editie van de strijd om de Champions Trophy had plaats van vrijdag 25 maart tot en met vrijdag 1 april 1988 in Lahore. Deelnemende landen aan het mondiale hockeytoernooi waren ditmaal: Australië, Groot-Brittannië, gastland Pakistan, Sovjet-Unie, Spanje en West-Duitsland. Titelverdediger was West-Duitsland.

## Selecties

### West-Duitsland
- Stefan Blöcher
- Dirk Brinkmann
- Heiner Dopp
- Henning Fastrich
- Carsten Fischer
- Tobias Frank
- Volker Fried

- Ulrich Hänel
- Michael Hilgers
- Joachim Hürter
- Andreas Keller
- Michael Metz
- Thomas Reck
- Stefan Saliger

- Christian Schliemann
- Ekkhard Schmidt-Opper

- Bondscoach

Klaus Kleiter

## Uitslagen
| 25 maart         |       |        |  |
| Groot-Brittannië | 1 – 2 | Spanje |  |
|                  |       |        |  |

| 25 maart  |       |           |  |
| Australië | 0 – 1 | Duitsland |  |
|           |       |           |  |

| 25 maart    |       |          |  |
| Sovjet-Unie | 1 – 1 | Pakistan |  |
|             |       |          |  |

| 26 maart         |       |           |  |
| Groot-Brittannië | 0 – 2 | Australië |  |
|                  |       |           |  |

| 26 maart  |       |             |  |
| Duitsland | 3 – 1 | Sovjet-Unie |  |
|           |       |             |  |

| 27 maart |       |          |  |
| Spanje   | 0 – 4 | Pakistan |  |
|          |       |          |  |

| 8 maart          |       |             |  |
| Groot-Brittannië | 1 – 3 | Sovjet-Unie |  |
|                  |       |             |  |

| 26 maart |       |           |  |
| Spanje   | 1 – 2 | Australië |  |
|          |       |           |  |

| 29 maart  |       |          |  |
| Duitsland | 1 – 2 | Pakistan |  |
|           |       |          |  |

| 29 maart  |       |             |  |
| Australië | 1 – 1 | Sovjet-Unie |  |
|           |       |             |  |

| 30 maart  |       |        |  |
| Duitsland | 3 – 1 | Spanje |  |
|           |       |        |  |

| 30 maart         |       |          |  |
| Groot-Brittannië | 0 – 1 | Pakistan |  |
|                  |       |          |  |

| 31 maart |       |             |  |
| Spanje   | 0 – 0 | Sovjet-Unie |  |
|          |       |             |  |

| 1 april   |       |                  |  |
| Duitsland | 3 – 1 | Groot-Brittannië |  |
|           |       |                  |  |

| 1 april   |       |          |  |
| Australië | 1 – 1 | Pakistan |  |
|           |       |          |  |

## Eindstand
| №      | Land             | WG | W | G | V | DV | DT | +/– | Punten |
| ------ | ---------------- | -- | - | - | - | -- | -- | --- | ------ |
| Goud   | West-Duitsland   | 5  | 4 | 0 | 1 | 11 | 5  | +6  | 8      |
| Zilver | Pakistan         | 5  | 3 | 2 | 0 | 9  | 3  | +6  | 8      |
| Brons  | Australië        | 5  | 2 | 2 | 1 | 6  | 4  | +2  | 6      |
| 4      | Sovjet-Unie      | 5  | 1 | 3 | 1 | 6  | 6  | 0   | 5      |
| 5      | Spanje           | 5  | 1 | 1 | 3 | 4  | 10 | −6  | 3      |
| 6      | Groot-Brittannië | 5  | 0 | 0 | 5 | 3  | 11 | −8  | 0      |

## Topscorer
| 1. | Andreas Keller | Bondsrepubliek Duitsland | 5 |

Mannen:
Lahore 1978 ·
Karachi 1980 ·
Karachi 1981 ·
Amstelveen 1982 ·
Karachi 1983 ·
Karachi 1984 ·
Perth 1985 ·
Karachi 1986 ·
Amstelveen 1987 ·
Lahore 1988 ·
Berlijn 1989 ·
Melbourne 1990 ·
Berlijn 1991 ·
Karachi 1992 ·
Kuala Lumpur 1993 ·
Lahore 1994 ·
Berlijn 1995 ·
Chennai 1996 ·
Adelaide 1997 ·
Lahore 1998 ·
Brisbane 1999 ·
Amstelveen 2000 ·
Rotterdam 2001 ·
Keulen 2002 ·
Amstelveen 2003 ·
Lahore 2004 ·
Chennai 2005 ·
Barcelona 2006 ·
Kuala Lumpur 2007 ·
Rotterdam 2008 ·
Melbourne 2009 ·
Mönchengladbach 2010 ·
Auckland 2011 ·
Melbourne 2012 ·
Bhubaneswar 2014 ·
Londen 2016 ·
Breda 2018
Vrouwen:
Amstelveen 1987 ·
Frankfurt 1989 ·
Berlijn 1991 ·
Amstelveen 1993 ·
Mar del Plata 1995 ·
Berlijn 1997 ·
Brisbane 1999 ·
Amstelveen 2000 ·
Amstelveen 2001 ·
Macau 2002 ·
Sydney 2003 ·
Rosario 2004 ·
Canberra 2005 ·
Amstelveen 2006 ·
Quilmes 2007 ·
Mönchengladbach 2008 ·
Melbourne 2009 ·
Nottingham 2010 ·
Amstelveen 2011 ·
Rosario 2012 ·
Mendoza 2014 ·
Londen 2016 ·
Changzhou 2018